# 福井セリナ
福井 セリナ（ふくい セリナ、1994年5月23日 - ）は、日本のキャスター、タレント、薬剤師。所属事務所はFIRST AGENT。新潟明訓高等学校卒業。慶應義塾大学薬学部薬学科卒業。

## 来歴
新潟県新潟市出身。新潟明訓高等学校を経て、慶應義塾大学薬学部薬学科に進学。同大学在学中の2015年に「慶應義塾大学薬学部ミスコンテスト」に出場し、準グランプリおよびDHC賞を獲得。
2017年に知人から生島企画室（現：FIRST AGENT）を紹介されたことがきっかけで芸能界入り。そのまま生島企画室に所属し、小学館が運営する『週刊ポスト』・『女性セブン』・『SAPIO』3誌の共同ニュース動画サービス『News MagVi』（ニュース マグビ）でキャスターを務める。
2017年、『週刊プレイボーイ』42号（集英社）で初のグラビアデビュー。その後多くの週刊誌や漫画誌のグラビアを飾った。
薬学部（6年制）のため、2019年に卒業。
2021年10月24日に発売されるラストデジタル写真集『SHINE』を以って、グラビア活動を卒業。
2022年10月13日、結婚を発表。
2023年8月、漢方薬局 太陽堂の広報兼アンバサダーに就任。
同年9月に新Instagramアカウントを開設。 現在は医療、美容、ヘルスケアを発信するインフルエンサーとしても活躍中。フォロワーは7.8万人を超え、積極的に情報を発信している。

## 人物
- 身長：170cm[7]。
- スリーサイズ：B87cm、W61cm、H89cm[13]。
- 日本と中国のハーフ[5]。両親は既に離婚している。祖父の活動に付き添いタイの孤児院を訪れた経験がある[14]。
- 大学では薬学部サッカーサークルでマネージャーを担当。自身もダンスを習うほか、スポーツ観戦を趣味している。
- 記者会見に自前の白衣で登場したことがある[15]。

## 作品

### 雑誌
- 2017年10月02日発売 『週刊プレイボーイ』（2017年10月16日号 No.42） - 初水着グラビア[16]
- 2018年02月06日発売 『FLASH（2月6日号）』 - グラビア
- 2018年05月14日発売 『週刊現代（5月14日号）』 - グラビア
- 2018年05月26日発売 『週刊現代』 - グラビア
- 2018年08月26日発売 『週刊現代』 - グラビア
- 2018年09月06日発売 『FRIDAY』 - グラビア
- 2019年01月12日発売 『ヤングマガジン』 - グラビア
- 2019年02月08日発売 『週刊ポスト』 - 対談
- 2019年02月25日発売 『週刊プレイボーイ』（2019年3月11日号 No.10） - グラビア[17]
- 2019年05月28日発売 『SPA!（6月4日号）』『週刊SPA!（デジタル雑誌・6月4日号）』
- 2019年07月26日発売 『FRIDAY』 - グラビア
- 2019年09月30日発売 『週刊プレイボーイ』（2019年10月14日号 No.41） - グラビア[18]
- 2019年10月18日発売 『月刊サイゾー（11月号）』 - 表紙
- 2019年11月13日発売 『FRIDAY GOLD』（2019年11月27日号増刊） - グラビア
- 2020年04月06日発売 『週刊ポスト』（2020年4月17日号）
- 2020年04月27日発売 『週刊ポスト』（2020年5月8日・15日号）
- 2021年10月04日発売 『週刊ポスト』（2021年10月15日・22日号）

### デジタル写真集
- 2021年06月18日 『福井セリナ写真集「女子大生キャスター、水着で見参！」 週プレ PHOTO BOOK』（2017年に撮影） [19]

## 出演

### ウェブテレビ
- News Magvi（2017年 - 、小学館、News Magvi）- キャスター
- RISE中継（2020年8月23日、ABEMA格闘チャンネル）- レポーター、解説[20]
- ABEMA Prime（2021年11月24日より不定期出演、ABEMA）- コメンテーター

### テレビ
- 達人道（2018年3月 - 、テレビ埼玉）- リポーター[21]
- 最旬！トレンドサーチ（2019年5月18日 - 、BS-TBS）- リポーター[22]
- 東京シティ競馬中継（2019年6月 - TOKYO MX、南関東地方競馬チャンネル）- 不定期MC[23]
- フランス人がときめいた日本の美術館（2019年7月26日、BS11）- リポーター
- サンデージャポン（2019年8月18日、TBSテレビ）- スタジオゲスト
- 格闘王誕生！ONEChampionship（2020年3月26日 - 、テレビ東京）- 番組サポーター
- 認知行動療法（2020年、放送大学）- 体験リポーター
- 堀潤モーニングFLAG（2021年10月1日 - 、TOKYO MX）- コメンテーター

### ラジオ
- 日野ミッドナイトグラフィティ 走れ!歌謡曲（2019年10月 - 2021年3月26日、文化放送） - 木曜深夜（金曜早朝）担当[24]
- カラフルブーケ（2022年4月9日 - 、文化放送）[25]

## 執筆

### コラム
- 現役薬剤師・福井セリナの「健康サディスティック♡」（2021年12月27日[26] - 、集英社「週プレNEWS」）